# Bradley Junction
Bradley Junction ist  ein census-designated place (CDP) im Polk County im US-Bundesstaat Florida mit 542 Einwohnern (Stand: 2020). 

## Geographie
Bradley Junction liegt rund 20 km südwestlich von Bartow sowie etwa 50 km östlich von Tampa. Der CDP wird von der Florida State Road 37 durchquert.

## Demographische Daten
Laut der Volkszählung 2010 verteilten sich die damaligen 686 Einwohner auf 230 Haushalte. Die Bevölkerungsdichte lag bei 125,6 Einw./km². 33,2 % der Bevölkerung bezeichneten sich als Weiße, 0,7 % als Afroamerikaner, 0,6 % als Indianer und 0,3 % als Asian Americans. 3,2 % gaben die Angehörigkeit zu einer anderen Ethnie und 1,3 % zu mehreren Ethnien an. 6,9 % der Bevölkerung bestand aus Hispanics oder Latinos.
Im Jahr 2010 lebten in 30,9 % aller Haushalte Kinder unter 18 Jahren sowie 34,5 % aller Haushalte Personen mit mindestens 65 Jahren. 65,1 % der Haushalte waren Familienhaushalte (bestehend aus verheirateten Paaren mit oder ohne Nachkommen bzw. einem Elternteil mit Nachkomme). Die durchschnittliche Größe eines Haushalts lag bei 2,67 Personen und die durchschnittliche Familiengröße bei 3,20 Personen.
29,1 % der Bevölkerung waren jünger als 20 Jahre, 23,5 % waren 20 bis 39 Jahre alt, 25,9 % waren 40 bis 59 Jahre alt und 21,5 % waren mindestens 60 Jahre alt. Das mittlere Alter betrug 37 Jahre. 52,6 % der Bevölkerung waren männlich und 47,4 % weiblich.
Das durchschnittliche Jahreseinkommen lag bei 31.750 $, dabei lebten 13,8 % der Bevölkerung unter der Armutsgrenze.